# Кримінальне судочинство
Криміна́льне судочи́нство — врегульована кримінально-процесуальними нормами діяльність суду з відправлення правосуддя у кримінальних справах.
Кримінальне судочинство є основною і завершальною стадією кримінального процесу.

## Правове регулювання кримінального судочинства
Порядок здійснення кримінального судочинства надзвичайно формалізований. Він регулюється Конституцією України (статті 29, 31, 55, 58, 59, 62, 63, Розділ VIII), Кримінальним процесуальним кодексом України, Законом України «Про судоустрій і статус суддів», іншими правовими нормами.

## Підсудність у кримінальному судочинстві
Підсудність — це розмежування повноважень судів щодо розгляду справ. Визначити підсудність означає вказати, яки́й суд буде розглядати дану справу.
У сучасному кримінальному судочинстві застосовується підсудність у трьох розрізах: територіальна, інстанційна, предметна.

### Територіальна підсудність
Кримінальне провадження здійснює суд, у межах територіальної юрисдикції якого вчинено кримінальне правопорушення. У разі якщо було вчинено кілька кримінальних правопорушень, кримінальне провадження здійснює суд, у межах територіальної юрисдикції якого вчинено більш тяжке правопорушення, а якщо вони були однаковими за тяжкістю, — суд, у межах територіальної юрисдикції якого вчинено останнє за часом кримінальне правопорушення. Якщо місце вчинення кримінального правопорушення встановити неможливо, кримінальне провадження здійснюється судом, у межах територіальної юрисдикції якого закінчено досудове розслідування.
Кримінальне провадження щодо обвинувачення судді у вчиненні кримінального правопорушення не може здійснюватися тим судом, у якому обвинувачений обіймає чи обіймав посаду судді.
Кримінальні провадження щодо злочинів, що вчинені на території України і віднесені до предметної підсудності Вищого антикорупційного суду, здійснює Вищий антикорупційний суд.

### Інстанційна підсудність
Кримінальне провадження у першій інстанції здійснюють місцеві загальні суди, а також Вищий антикорупційний суд
Кримінальне провадження в апеляційній інстанції здійснюють апеляційні загальні суди, а також Апеляційна палата Вищого антикорупційного суду.
Кримінальне провадження у касаційній інстанції здійснює Верховний Суд (Касаційний кримінальний суд).
Кримінальне провадження за нововиявленими обставинами здійснюється судом, який ухвалив рішення, що переглядається.
Кримінальне провадження за виключними обставинами здійснюється судом, який ухвалив рішення, що переглядається, або Великою Палатою Верховного Суду.

### Предметна підсудність
Вищому антикорупційному суду підсудні кримінальні провадження стосовно конкретних корупційних злочинів, передбачених законом. Інші суди не можуть розглядати ці провадження.

## Учасники кримінального судочинства
Учасники кримінального судочинства (= судового провадження у кримінальній справі) — це особи, що беруть у ньому участь і володіють передбаченими законом процесуальними правами та обов'язками. Ними є:
- сторони кримінального провадження:
  - з боку обвинувачення:
    - слідчий,
    - керівник органу досудового розслідування,
    - прокурор, а також
    - потерпілий, його представник та законний представник у випадках, установлених КПК;

  - з боку захисту:
    - підозрюваний,
    - обвинувачений (підсудний[2]),
    - засуджений,
    - виправданий,
    - особа, стосовно якої передбачається застосування примусових заходів медичного чи виховного характеру або вирішувалося питання про їх застосування,
    - їхні захисники та законні представники;
- потерпілий, його представник та законний представник,
- цивільний позивач, його представник та законний представник,
- цивільний відповідач та його представник, а також
- інші особи, за клопотанням або скаргою яких у випадках, передбачених КПК, здійснюється судове провадження[3].

## Стадії кримінального судочинства
Нижче подано стадії судочинства у кримінальних справах згідно з новим Кримінальним процесуальним кодексом України та їх схематичний зміст.
1. СУДОВЕ ПРОВАДЖЕННЯ У ПЕРШІЙ ІНСТАНЦІЇ
а) Підготовче провадження
Процедура судового розгляду:
- Відкриття судового засідання
- Повідомлення про повне фіксування судового розгляду технічними засобами
- Оголошення складу суду і роз'яснення права відводу
- Повідомлення про права і обов'язки
- Початок судового розгляду
- Роз'яснення обвинуваченому суті обвинувачення
- Визначення обсягу доказів, що підлягають дослідженню, та порядку їх дослідження
- Розгляд судом клопотань учасників судового провадження
- Допит обвинуваченого
- Допит свідка
- Допит потерпілого
- Пред'явлення для впізнання
- Допит експерта в суді
- Дослідження речових доказів
- Дослідження документів
- Дослідження звуко- і відеозаписів
- Консультації та роз'яснення спеціаліста
- Огляд на місці
- Закінчення з'ясування обставин та перевірки їх доказами
- Судові дебати
- Останнє слово обвинуваченого
- Вихід суду для ухвалення вироку

в) Винесення судового рішення.
2. СУДОВЕ ПРОВАДЖЕННЯ В СУДІ АПЕЛЯЦІЙНОЇ ІНСТАНЦІЇ
Подання апеляційної скарги. — Прийняття апеляційної скарги судом апеляційної інстанції. — Підготовка до апеляційного розгляду. — Заперечення на апеляційну скаргу. — Апеляційний розгляд. — Винесення судового рішення судом апеляційної інстанції.
3. СУДОВЕ ПРОВАДЖЕННЯ В СУДІ КАСАЦІЙНОЇ ІНСТАНЦІЇ
Подання касаційної скарги. — Відкриття касаційного провадження. — Підготовка касаційного розгляду. — Заперечення на касаційну скаргу. — Касаційний розгляд. — Винесення судового рішення судом касаційної інстанції.
4. ПРОВАДЖЕННЯ У ВЕРХОВНОМУ СУДІ
Подання заяви про перегляд судового рішення. — Перевірка відповідності заяви вимогам КПК Касаційним кримінальним судом Верховного Суду. — Допуск справи до провадження. — Підготовка до перегляду судового рішення. — Розгляд справи. — Винесення судового рішення Касаційним кримінальним судом Верховного Суду.
5. ПРОВАДЖЕННЯ ЗА НОВОВИЯВЛЕНИМИ ОБСТАВИНАМИ
Подання заяви про перегляд судового рішення за нововиявленими обставинами. — Відкриття кримінального провадження за нововиявленими обставинами. — Перегляд судового рішення за нововиявленими обставинами. — Судове рішення за наслідками кримінального провадження за нововиявленими обставинами.